# Ultramega OK
Ultramega OK är bandet Soundgardens debutalbum, utgivet 1988.

## Låtlista
1. "Flower" (Chris Cornell/Kim Thayil) – 3:25
2. "All Your Lies" (Chris Cornell/Kim Thayil/Hiro Yamamoto) – 3:51
3. "665" (Chris Cornell/Hiro Yamamoto) – 1:37
4. "Beyond the Wheel" (Chris Cornell) – 4:20
5. "667" (Chris Cornell/Hiro Yamamoto) – 0:56
6. "Mood for Trouble" (Chris Cornell) – 4:21
7. "Circle of Power" (Kim Thayil/Hiro Yamamoto) – 2:05
8. "He Didn't" (Matt Cameron/Chris Cornell) – 2:47
9. "Smokestack Lightning" (Howlin' Wolf) – 5:07
10. "Nazi Driver" (Chris Cornell/Hiro Yamamoto) – 3:52
11. "Head Injury" (Chris Cornell) – 2:22
12. "Incessant Mace" (Chris Cornell/Kim Thayil) – 6:22
13. "One Minute of Silence" (John Lennon) – 1:00